# Grand Teton Climbers' Ranch
 (novembre 2019).
Le Grand Teton Climbers' Ranch, également appelé American Alpine Club Climbers' Ranch ou simplement Climbers' Ranch, est un ranch hôtelier américain dans le comté de Teton, au Wyoming. Protégé au sein du parc national de Grand Teton, il est inscrit au Registre national des lieux historiques sous le nom de Double Diamond Dude Ranch Dining Hall depuis le 18 août 1998.